# محمد كامل صالح
محمد كامل صالح المعروف (5 يونيو 1926 - 30 مارس 1992) عسكري وشاعر ومحامي ومترجم سوري. ولد في قرية القليعة من منطقة دريكيش في محافظة طرطوس ودرس فيها وفي طرطوس حتى نال الشهادة الثانويّة ثم انتسب إلى الكليّة الحربية في دمشق وتخرّج فيها ضابطًا واستمر حتى وصل رتبة عقيد ثم أُحيل إلى التقاعد. ثم حصل على الإجازة في الحقوق وعمل في المحاماة. له مؤلفات قصصية عدة وترجمات ودواوين شعرية. 

## سيرته
ولد محمد بن كامل بن صالح بن ديب بن أحمد المعروف في 25 ذي القعدة 1344/ 3 يونيو 1926 في قرية القليعة بدوير رسلان بمنطقة دريكيش في محافظة طرطوس. ينحدر من أسرة مهتمة بالأدب فأبوه كامل صالح كان رجل أديبًا وأمه الشاعرة فتاة غسان/فاطمة سليمان الأحمد (1908 - 1958) وخاله بدوي الجبل. وبعد أن حصل على الشهادة الثانوية التحق بالكلية الحربية ومارس عمله العسكري حتى أصبح برتبة عقيد. أحيل إلى التقاعد فانتسب إلى كلية الحقوق ونال شهادة الإجازة في الحقوق من جامعة دمشق إضافة إلى الشهادة التي تحوله ممارسة المحاماة، وأصبح محاميًا. 

توفي في 30 مارس 1992/ 27 رمضان 1412 في دمشق.

## جوائزه
- نال وسام الاستحقاق من الدرجة الأولى بعد وفاته. [6]

## مؤلفاته
من دواوينه الشعرية:
- وسقط جدار النوم، 1987
- صلوات في محراب عشتروت، 1989
- أغنى من الشموس، 1990
- صور وأحلام
- آدم وحوّاء، ملحمة شعريّة
- النحلة والزهور، ديوان غزلي

من كتبه:
- حكايات حبّة الرمّل، قصص تاريخية، 1967
- آلام أبيكوبو، رواية ترجمها عن الإيطالية، 1956
- الفتاة خارج القضبان، شعر مترجم عن البلغارية للشاعرة إليزابيت ماغريان، 1958
- المطر، مجموعة قصصيّة